# Medo de palhaços
O medo de palhaços ou coulrofobia é uma fobia que se manifesta em crianças, e às vezes também ocorre com adolescentes e adultos. Ao depararem-se com algum indivíduo vestido de palhaço, "os portadores dessa fobia têm ataques de pânico, perda de fôlego, arritmia cardíaca, suores e náusea" Às vezes o medo é adquirido após experiências traumáticas com um indivíduo singular, ou após ver algum palhaço ameaçador na mídia. Por vezes, cura-se com o crescimento da criança. Considerado como uma doença, é também conhecida como Coulrofobia.

## Medo de palhaços nas artes
Existem vários filmes de terror que exploram o medo de palhaço, sendo os mais reconhecidos A Coisa, baseado em livro de Stephen King, e Palhaços Assassinos do Espaço Sideral.